# Johannes Tartarotti
Johannes Tartarotti (* 2. August 1999) ist ein österreichischer Fußballspieler.

## Karriere

### Verein
Tartarotti begann seine Karriere beim VfB Bezau. Zwischen 2010 und 2011 spielte er kurzzeitig für den FC Langenegg. 2013 kam er in die AKA Vorarlberg, bei der er sämtliche Altersklassen durchlief.
Zur Saison 2016/17 wechselte er zu den Amateuren des SCR Altach. Sein Debüt in der Regionalliga gab er im Juli 2016, als er am zweiten Spieltag jener Saison gegen den SV Austria Salzburg in der Startelf stand.
Im Mai 2017 stand er gegen den FC Red Bull Salzburg erstmals im Kader der Profis. Sein Debüt für die Profis gab er im Juli 2017, als er in der ersten Runde des ÖFB-Cups gegen den FC Dornbirn 1913 in der 69. Minute für Patrick Salomon eingewechselt wurde. Im April 2018 debütierte er schließlich auch in der Bundesliga, als er am 30. Spieltag der Saison 2017/18 gegen den Wolfsberger AC in der 86. Minute für Stefan Nutz ins Spiel gebracht wurde.
Im Juli 2018 wurde er auf Kooperationsbasis an den Zweitligisten SC Wiener Neustadt verliehen. Für die Niederösterreicher spielte er 19 Mal in der 2. Liga. Zur Saison 2019/20 kehrte er wieder nach Altach zurück. Nach insgesamt 77 Bundesligapartien für Altach verließ er den Klub nach der Saison 2022/23.
Nach mehreren Monaten ohne Klub wechselte er im Oktober 2023 zum Zweitligisten SKN St. Pölten, bei dem er einen bis Juni 2024 laufenden Vertrag erhielt. Für den SKN kam er bis zum Ende der Saison 2023/24 zu 14 Zweitligaeinsätzen, in denen er zweimal traf. Zur Saison 2024/25 wechselte er innerhalb der Liga zu Schwarz-Weiß Bregenz, wo er einen bis 2026 laufenden Vertrag erhielt.

### Nationalmannschaft
Tartarotti debütierte im November 2020 gegen Andorra für die österreichische U-21-Auswahl.